# Тьєррі Бретон
Тьєррі Бретон (фр. Thierry Breton; нар. 15 січня 1955, Париж) — французький підприємець, політик, європейський комісар з питань внутрішнього ринку та послуг з 1 грудня 2019 р. Міністр економіки, фінансів і промисловості Франції з 2005 до 2007 р. в урядах прем'єр-міністрів Жана-П'єра Рафарена та Домініка де Вільпена за часів президентства Жака Ширака. Був професором Гарвардської школи бізнесу. У приватному секторі обіймав посаду заступника голови та генерального директора «Groupe Bull», голови і генерального директора «Thomson-RCA» (1997–2002), голови і генерального директора «France Télécom» (2002–2005). Почесний голова як «Thomson», так і «France Telecom». Голова правління і генеральний директор міжнародної корпорації з інформаційних технологій «Atos» з 2008 по 2019 р.

## Походження та освіта
Народився в 14-му окрузі Парижа. Його батько був державним службовцем у відомстві, відповідальному за розвиток ядерної енергетики. Середню освіту здобував в «Ельзаській школі» (фр. École alsacienne) Парижа та на підготовчих курсах для Великих шкіл при Ліцеї Людовика Великого.
1979 року здобув ступінь магістра з електротехніки та інформатики в «École Supérieure d'Électricité», а згодом закінчив військовий навчальний заклад «Institut des hautes études de Défense nationale» (IHEDN).

## Твори
Він — автор багатьох книжок про інформаційні технології та економіку і співавтор роману про кіберпростір.
- 1984 : Softwar, The Emergence of Computer Virus as a weapon of mass destruction (укр. Поява комп'ютерних вірусів як зброї масового знищення) (La Guerre douce)), Thierry Breton – Denis Beneich, éd. Robert Laffont, Paris ; (перекладено у 25 країнах).
- 1985 : Vatican III, The emergence of a Word made of information based Communities (укр. Поява «Word» в інформаційних спільнотах), Thierry Breton, éd. Robert Laffont, Paris
- 1987 : Netwar, The Networks War (укр. Війна мереж) (La guerre des réseaux), Thierry Breton, éd. Robert Laffont, Paris
- 1991 : La Dimension invisible, The Emergence of Information Society (укр. Виникнення інформаційного суспільства) (Le défi du temps et de l'information), Thierry Breton, éd. Odile Jacob, Paris
- 1992 : La Fin des illusions, The end of the Geek Age (укр. Кінець доби (комп'ютерних) фанатів), Thierry Breton, Plon, Paris.
- 1993 : Le Télétravail en France, An early description of Teleworking in France, (укр. Первісний опис телеобробки у Франції) Thierry Breton, La Documentation française, Paris.
- 1994 : Le Lièvre et la Tortue, France and The Knowledge Revolution, (укр. Франція і Революція знань) Thierry Breton – Christian Blanc, éd. Plon, Paris.
- 1994 : Les Téléservices en France, An early description of the internet word (укр. Первісний опис текстів в Інтернеті), Thierry Breton, La Documentation française, Paris.
- 2007 : Antidette, How to reduce the over spending and major indebtness of France (укр. Як скоротити перевитрати та основну заборгованість Франції), Thierry Breton, Plon, Paris.

## Визнання
Бретон — офіцер ордена Почесного легіону і командор ордена «За заслуги». Він також є членом клубу «Le Siècle».

### Відзнаки
- 2010: Кавалер ордена «Wissam Alaouite» (Марокко).
- 2008: Офіцер національного ордена «Légion d'honneur» (Франція).
- 2006: Великий хрест Ордена заслуг (Al Merito de Chile), Чилі.
- 2006: Великий кавалер національного ордена Південного Хреста (Бразилія).
- 2006: Кавалер ордена громадянських заслуг (Іспанія).
- 2004: Командор національного ордена заслуг (ordre national du Mérite) (Франція).[12]
- 2001: Почесний громадянин міста Фошань, провінція Гуандун, КНР.

### Нагороди
- 2015: Премія ім. Максиміліана фон Монжела за видатні дії на користь французько-німецької співпраці, Мюнхен (Німеччина).[13]
- 2012: Стратег року за версією видання «Les Echos»
- 2002: Стратег року за версією «La Tribune»[10]

## Особисте життя
У шлюбі з 1982 р. з журналісткою Ніколь-Валері Баруан. Подружжя має дочку та онуків, які проживають у Берліні. Трохи розмовляє німецькою.

## Пограбування
У липні 2019 р. Тьєррі Бретон зазнав нападу у своєму будинку у 14-му окрузі Парижа, куди пізно вночі увірвалися двоє озброєних чоловіків. В оселі на той момент, окрім самого Тьєррі, були його дружина і водій. Нападники кілька разів ударили кожного з них, після чого замкнули людей у туалеті. Потерпілим вдалося за кілька годин відчинити замкнені двері та викликати поліцію. Зловмисники викрали коштовності, зокрема браслет вартістю близько 40 000 євро, а також близько 1 000 євро готівкою.